# Torbik
Torbik (Dromiciops) – rodzaj ssaków z rodziny torbikowatych (Microbiotheriidae).

## Zasięg występowania
Rodzaj obejmuje gatunki występujące w Chile i Argentynie.

## Morfologia
Długość ciała (bez ogona) 8,3–13 cm, długość ogona 9–13,2 cm; masa ciała 16–32 g.

## Systematyka
Rodzaj zdefiniował w 1894 roku angielski zoolog Oldfield Thomas w artykule poświęconym nowemu rodzajowi i gatunkowi torbaczy opublikowanym na łamach The Annals and magazine of natural history. Na gatunek typowy Thomas wyznaczył (oznaczenie monotypowe) torbik bambusowy (D. gliroides).

### Etymologia
Dromiciops (Dromictops): rodzaj Dromicia J.A. Gray, 1841 (pałaneczka); gr. ωψ ōps, ωπος ōpos ‘wygląd, oblicze’. 

### Podział systematyczny
Do rodzaju należą następujące gatunki:
| Grafika | Gatunek               | Autor i rok opisu                | Nazwa zwyczajowa | Podgatunki   | Rozmieszczenie geograficzne | Podstawowe wymiary (DC – długość ciała; DO – długość ogona; MC – masa ciała) | Status IUCN |
| ------- | --------------------- | -------------------------------- | ---------------- | ------------ | --------------------------- | ---------------------------------------------------------------------------- | ----------- |
|         | Dromiciops gliroides  | O. Thomas, 1894                  | torbik bambusowy | 2 podgatunki | Chile i zachodnia Argentyna | DC: 8,3–20 cm; DO: 9–13,2 cm; MC: 15–32 g                                    | NT          |
|         | Dromiciops bozinovici | D’Elía, Hurtado & D’Anatro, 2016 |                  | monotypowy   | Chile i zachodnia Argentyna | DC: około 17 cm; DO: około 8,6 cm; MC: około 10 g                            | NE          |

Kategorie IUCN:  NT  – gatunek bliski zagrożenia;  NE  – gatunki niepoddane jeszcze ocenie.